# Клаус фон Болен унд Гальбах
Клаус Артур Арнольд фон Болен унд Гальбах (нім. Claus Arthur Arnold von Bohlen und Halbach; 18 вересня 1910, вілла Гюґель, Ессен — 10 січня 1940, Айфель) — німецький підприємець і офіцер, оберлейтенант люфтваффе.

## Біографія

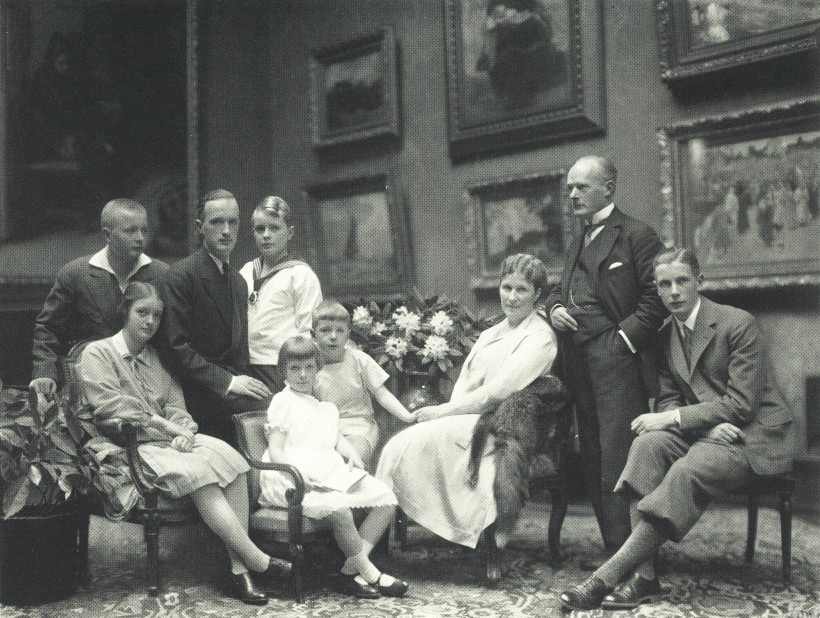
Густав Крупп із дружиною та дітьми (1928). Клаус - крайній праворуч.

Третій син промисловця Густава Круппа і його дружини Берти. Значну частину юності провів на сімейній віллі Гюгель в Ессені. Закінчив коледж Бейлліол в Оксфорді. Клаус вважався найбільш талановитим сином Густава Круппа, тому батьки навіть планували зробити його спадкоємцем замість старшого сина Альфріда. В 1938 році Клаус успадкував від Артура Круппа завод Berndorfer Metallwarenfabrik в Австрії. Після аншлюсу завод був приєднаний до концерну Круппів і Клаус почав ним керувати.
Як офіцер люфтваффе і пілот 2-ї групи 54-ї винищувальної ескадри, 10 січня 1940 року Клаус взяв участь у випробуванні нової моделі дихальної маски. Під час випробування літак, яким керував Клаус, розбився, і він загинув разом із другим пілотом. Похований на сімейній ділянці цвинтаря Бреденай в Ессені.

## Нагороди
- Нагрудний знак пілота[1]

## Пам'ять
На честь Клауса названі вулиця в Ессені (Klausstraße) і район Нордгорна Клаусгайде. В 1938-45 роках ім'я Клауса також носила вулиця в Магдебурзі.
В 1914 році Густав і Берта Круппи заснували маєток і назвали його на честь Клауса — Гут Клаусгайде.